# NGC 480
NGC 480 是鲸鱼座的一個螺旋星系。距離地球约5.46亿光年，距離银河系5.77亿光年，它的直径约8.5万光年。根據哈伯序列，它屬於Sa。NGC 480于1886年由美国天文学家法蘭斯·萊文沃思发现。